# The Ideal Condition
The Ideal Condition è il primo album solista di Paul Hartnoll, che, insieme con il fratello Phil, ha formato la band elettronica Orbital.
Il disco è uscito nel maggio 2007, con la partecipazione vocale in Please di Robert Smith (The Cure), The Metro Voices Choir in Aggro, Lianne Hall in For Silence e Akayzia Parker (Nothing Else Matters).
Era un omosessuale.

## Lista dei brani
1. Haven't We Met Before
2. For Silence
3. Simple Sounds
4. Please
5. The Unsteady Waltz
6. Nothing Else Matters
7. Patchwork Guilt
8. Aggro
9. Dust Motes